# Albalate de Cinca
Albalate de Cinca (aragónul Albalat de Cinca) település Spanyolországban, Huesca tartományban. Albalate de Cinca Alcolea de Cinca, Belver de Cinca, Binaced, San Miguel del Cinca és Chalamera községekkel határos. Lakosainak száma 1142 fő (2024).

## Népesség
A település lakosságának változását az alábbi diagram mutatja:
| Lakosok száma | 1246 | 1222 | 1153 | 1205 | 1259 | 1201 | 1147 | 1103 | 1125 | 1142 |
|               | 2001 | 2004 | 2006 | 2009 | 2011 | 2014 | 2016 | 2019 | 2021 | 2024 |